# Hogna gabonensis
Hogna gabonensis är en spindelart som beskrevs av Roewer 1959. Hogna gabonensis ingår i släktet Hogna och familjen vargspindlar.
Artens utbredningsområde är Gabon. Inga underarter finns listade i Catalogue of Life.